# Hahnenbach (Windeck)
Hahnenbach ist ein Weiler und ein Ortsteil der Gemeinde Windeck in Nordrhein-Westfalen.

## Lage
Der Ort liegt in Alleinlage auf dem Nutscheid am namensgebenden Hahnenbach, einem Zufluss des Westertbaches.

## Geschichte
Hahnenbach gehörte zum Kirchspiel Dattenfeld und zur Gemeinde Dattenfeld.
1845 hatte der Ort 16 Einwohner in vier Häusern.
1888 hatte Ommeroth 12 Bewohner in drei Häusern.